# London ePrix 2015
Der London ePrix 2015 (offiziell: 2015 Formula E Visa London ePrix) fand am 27. und 28. Juni auf der Formel-E-Rennstrecke London (Battersea Park) in London, Vereinigtes Königreich statt und war das zehnte sowie das elfte Rennen der FIA-Formel-E-Meisterschaft 2014/15. Es handelte sich um den ersten London ePrix, um das vierte und fünfte Rennen der FIA-Formel-E-Meisterschaft in Europa sowie das Saisonfinale der ersten Saison der Meisterschaft. Es handelte sich um den ersten ePrix, in dessen Rahmen zwei Rennen veranstaltet wurden.

## Bericht

### Hintergrund
Nach dem Moskau ePrix führte Nelson Piquet jr. in der Fahrerwertung mit 17 Punkten vor Lucas di Grassi und mit 23 Punkten vor Sébastien Buemi. Außerdem hatten noch Nicolas Prost, Jérôme D’Ambrosio und Sam Bird theoretische Meisterschaftschancen.
In der Teamwertung hatte e.dams 44 Punkte Vorsprung auf Audi Sport Abt und 55 Punkte Vorsprung auf das NEXTEV TCR Formula E Team. Darüber hinaus hatten Dragon Racing, Andretti Autosport und Virgin Racing noch theoretische Chancen auf den Meistertitel.
António Félix da Costa konnte aufgrund einer Terminüberschneidung mit dem DTM-Rennen auf dem Norisring nicht am Rennen teilnehmen, stattdessen trat Sakon Yamamoto an, der damit sein Formel-E-Debüt gab. Auch Simona de Silvestro gab ihr Debüt in der FIA-Formel-E-Meisterschaft, sie ersetzte Scott Speed bei Andretti Autosport, der bereits das Rennen in Moskau aufgrund einer Terminüberschneidung auslassen musste und dort von Justin Wilson ersetzt wurde. Oliver Turvey war der dritte Debütant, er ersetzte Antonio García bei NEXTEV TCR. Vier Tage vor dem ersten Rennen gab Virgin Racing bekannt, dass Jaime Alguersuari nicht beim Rennen antrete, stattdessen debütierte mit Fabio Leimer ein weiterer Pilot an diesem Wochenende in der Formel E. Alguersuari veröffentlichte kurz darauf ein Statement, in dem er angab, dass die FIA seine Rennlizenz aus gesundheitlichen Gründen gesperrt habe, nachdem er nach dem Ende des Moskau ePrix wegen Dehydratation das Bewusstsein verloren hatte. Alex Fontana ersetzte Vitantonio Liuzzi bei Trulli, er war damit der fünfte Debütant.
Andretti trat beim London ePrix mit einer neuen Lackierung an, die Fahrzeuge waren aufgrund der neuen Partnerschaft mit TE Connectivity orange lackiert.
Piquet, Turvey und Yamamoto erhielten für das erste Rennen einen sogenannten FanBoost, sie durften im Rennen die Leistung jedes ihrer beiden Wagen für maximal fünf Sekunden von 150 kW (204 PS) auf 180 kW (245 PS) erhöhen. Piquet erhielt seinen fünften FanBoost in Folge, Turvey und Yamamoto erhielten jeweils ihren ersten.
Buemi, Piquet und Turvey erhielten für das zweite Rennen einen FanBoost. Buemi erhielt seinen dritten FanBoost, Piquet den sechsten in Folge, Turvey seinen zweiten nach dem Rennen am Vortag.

### Renntag eins

#### Training
Im ersten freien Training fuhr Stéphane Sarrazin die Bestzeit in 1:26,450 Minuten vor Bird und di Grassi. Das Training musste unterbrochen werden, nachdem D’Ambrosio beim Überfahren einer Bodenwelle einen Aufhängungsbruch erlitten hatte und gegen die Streckenbegrenzung geprallt war. Im Anschluss an das Training wurde die Streckenführung in Kurve eins geändert, um diese Bodenwelle zu umfahren. Zusätzlich wurde entschieden, in dieser Kurve im Rennen durchgehend gelbe Flaggen zu schwenken, außerdem wurde das Rennen hinter dem Safety Car gestartet.
Im zweiten freien Training mit geänderter Streckenführung, das wegen der Umbauarbeiten verspätet begann und auf 20 Minuten verkürzt wurde, war Jean-Éric Vergne in 1:25,351 Minuten Schnellster vor Piquet und Prost. Yamamoto beschädigte sich bei einem Fahrfehler mit anschließendem Einschlag in die Streckenbegrenzung den Frontflügel seines Fahrzeugs.

#### Qualifying
Das Qualifying begann um 12:00 Uhr und fand in vier Gruppen zu je fünf Fahrern statt, jede Gruppe hatte 10 Minuten Zeit, eine schnelle Runde zu setzen.
Buemi fuhr mit 1:24,648 Minuten die schnellste Rundenzeit vor D’Ambrosio und di Grassi. Es war seine dritte Pole-Position, er erhielt damit die drei Bonuspunkte für die Pole-Position und verkürzte seinen Rückstand auf Piquet auf 20 Punkte.

#### Rennen
Das Rennen ging über 29 Runden.
Der Start erfolgte hinter dem Safety Car, so dass die Positionen unverändert blieben. Das Safety Car verließ die Strecke am Ende der ersten Runde, das Feld war zu diesem Zeitpunkt schon weit auseinandergezogen. Am Ende der zweiten Runde lag Nick Heidfeld auf Rang zwölf bereits 15 Sekunden hinter Buemi.
In der dritten Runde nutzte Piquet seinen FanBoost, um di Grassi vor Kurve elf auf der Außenbahn anzugreifen. Di Grassi blockte den Angriff ab, dabei berührten sich die Fahrzeuge leicht. Piquet musste die folgende Schikane auslassen, so dass Vergne ihn in Kurve 13 auf der Außenbahn angriff und beim Anbremsen der folgenden Schikane vorbeiging. In der siebten Runde ging Vergne an der gleichen Stgelle auch an di Grassi vorbei.
Vergne, di Grassi, Piquet, Turvey, Loïc Duval, Heidfeld gingen in Runde 14 zum Fahrzeugwechsel an die Box, die Mindestdauer betrug 79 Sekunden. Turvey benötigte zu lange und fiel hinter Duval und Heidfeld zurück. Eine Runde später gingen alle Fahrer bis auf Bird an die Box. Daniel Abt, der unmittelbar vor Turvey auf die Strecke zurückgekommen war, verließ in Kurve drei die Ideallinie, so dass Turvey vorbeiging. Wenige Kurven später fuhr Abt erneut geradeaus, so dass auch Sarrazin und Salvador Durán vorbeigingen. In der letzten Kurve fuhr Abt ein weiteres Mal geradeaus und schlug in die Streckenbegrenzung ein. Bird ging als letzter Fahrer zum Fahrzeugwechsel, aber auch sein Boxenstopp dauerte zu lange, so dass er auf Rang zehn zurückfiel. Nach den Boxenstopps führte Buemi vor D’Ambrosio, Vergne, di Grassi, Piquet, Prost, Senna, Duval, Heidfeld und Bird. Yamamoto stellte sein Fahrzeug mit einem technischen Defekt in der Boxengasse ab.
Eine Runde nach dem Unfall von Abt wurde das Safety Car auf die Strecke geschickt, um den Wagen von Abt bergen zu können. Am Ende von Runde 20 wurde das Rennen wieder freigegeben. Piquet setzte di Grassi unter Druck und nutzte in Runde 24 seinen FanBoost, di Grassi blockte den Angriff jedoch ab. Heidfeld fiel zu dieser Zeit weit zurück und lag nur noch auf dem 15. Platz. Senna erhielt eine Durchfahrtstrafe, da er in der Boxengasse zu schnell gefahren war. Er trat die Strafe in Runde 28 an und fiel von Rang sieben auf Rang 17 zurück. Di Grassi fuhr die schnellste Runde des Rennens und schloss auf Vergne auf. Bird ging unterdessen an Duval vorbei. In der vorletzten Runde ging er auch an Prost vorbei.
Buemi gewann das Rennen vor D’Ambrosio und Vergne. Es war Buemis dritter Sieg, er war damit der erste Pilot, der drei Rennen gewann. Für D’Ambrosio und Vergne war es jeweils die zweite Podiumsplatzierung in der Formel E. Die Top 10 komplettierten di Grassi, Piquet, Bird, Prost, Duval, Turvey und Sarrazin. Die zwei Punkte für die schnellste Rennrunde gingen an di Grassi.
In der Gesamtwertung blieb Piquet in Führung, sein Vorsprung vor dem letzten Rennen betrug jedoch nur noch fünf Punkte auf Buemi und 13 Punkte auf di Grassi. Alle übrigen Fahrer hatten keine Chance auf den Titel mehr. Die Teamwertung entschied e.dams mit Buemis Sieg bereits für sich, Audi Sport Abt blieb auf Rang zwei vor NEXTEV TCR.
Nach dem Rennen wurde die Bodenwelle in Kurve eins durch den Veranstalter aufgefüllt und die Strecke in diesem Bereich neu asphaltiert, so dass am zweiten Renntag die ursprüngliche Streckenführung gefahren wurde und auf einen Start hinter dem Safety Car verzichtet werden konnte.

### Renntag zwei

#### Training
Im ersten freien Training war Duval mit einer Rundenzeit von 1:23,690 Minuten Schnellster. Das Training musste zweimal unterbrochen werden, zunächst blieb Turvey mit einem technischen Defekt auf der Strecke stehen, danach prallte de Silvestro in die Streckenbegrenzung. Vergne konnte an diesem Training nicht teilnehmen, da er gesundheitliche Probleme hatte.
Im zweiten freien Training fuhr Buemi in 1:23,642 Minuten die Bestzeit. Alle 20 Fahrer nahmen am Training teil. Das Training wurde kurz vor dem Ende abgebrochen, da Yamamoto gegen die Streckenbegrenzung geprallt war.

#### Qualifying
Das Qualifying begann um 12:00 Uhr und fand in vier Gruppen zu je fünf Fahrern statt, jede Gruppe hatte 10 Minuten Zeit, eine schnelle Runde zu setzen.
Sarrazin fuhr in 1:23,901 Minuten die Bestzeit und sicherte sich die Pole-Position. Es war seine erste Pole-Position. Das Qualifying musste während der Fahrt der zweiten Gruppe unterbrochen werden, da Yamamoto in die Streckenbegrenzung einschlug. Er konnte daher keine Zeit setzen. Nachdem es zu Beginn des Qualifyings nur leicht geregnet hatte, nahm der Regen nach der zweiten Gruppe stark zu, so dass die Fahrer in den Gruppen drei und vier keine Chance hatten, die Rundenzeiten der Fahrer der ersten beiden Gruppen zu erreichen. Sie blieben sogar hinter der 110-Prozent-Zeit zurück.

#### Rennen
Das Rennen ging über 29 Runden.
Im Gegensatz zum Rennen am Vortag erfolgte der Start stehend. Sarrazin blieb in Führung, dahinter konnte Duval an seinem Teamkollegen D’Ambrosio vorbeigehen. Buemi ging an Bruno Senna vorbei und lag auf Rang fünf. Fontana und Abt starteten ganz schlecht und fielen ans Ende des Feldes zurück.
Am Ende der ersten Runde lag Sarrazin vor Duval, D’Ambrosio, Bird, Buemi, Senna, Heidfeld, Durán, di Grassi und Vergne. Dahinter fuhren die beiden NEXTEV TCR-Teamkollegen Turvey und Piquet. In der vierten Runde ging Prost an Trulli vorbei auf Rang 13. Die fünf Fahrer an der Spitze konnten sich von Senna und Heidfeld absetzen. Leimer beschädigte sich bei einem Angriff auf de Silvestro den Frontflügel, konnte jedoch weiterfahren. De Silvestro und Leimer gingen kurz darauf an Trulli vorbei.
Yamamoto verbremste sich in der siebten Runde beim Angriff auf Trulli, kollidierte mit ihm und schlug in die Streckenbegrenzung ein. Dabei beschädigte er sich die Radaufhängung seines Wagens und schied somit aus. Am Ende der Runde blieb Heidfeld mit seinem Wagen in der Boxeneinfahrt stehen, er schob den Wagen bis in die Box und wechselte dort in das zweite Fahrzeug. Vergne erhielt eine Durchfahrtstrafe, da er mehr als die erlaubte maximale Energie von 150 kW verbraucht hatte. Er fiel vom neunten auf den siebzehnten Platz zurück. Buemi nutzte seinen FanBoost, um die bis dato schnellste Runde des Rennens zu fahren.
Am Ende der 14. Runde gingen Sarrazin, Duval, Durán, di Grassi, Turvey, Chandhok und Fontana zum Fahrzeugwechsel an die Box, die Mindestdauer für den Fahrzeugwechsel betrug 80 Sekunden. Durch einen etwas kürzeren Boxenstopp lag Duval anschließend unmittelbar hinter Sarrazin, di Grassi ging an Durán vorbei. Eine Runde später gingen alle übrigen Fahrer bis auf Piquet und Trulli, die in der ersten Rennhälfte die wenigste Energie verbraucht hatten, zum Fahrzeugwechsel an die Box. Bird ging durch einen kürzeren Boxenstopp an D’Ambrosio vorbei und kam unmittelbar neben Duval auf die Strecke zurück. Buemi ging an Senna vorbei, drehte sich jedoch unmittelbar nach dem Boxenstopp in Kurve drei, so dass Senna wieder vorbeiging. Di Grassi lag nun direkt hinter Buemi, es gelang Buemi jedoch, sich gegen die Angriffe zu verteidigen. Piquet und Trulli kamen eine Runde später zum Fahrzeugwechsel an die Box.
Nach den Boxenstopps lag Sarrazin vor Duval, Bird, D’Ambrosio, Senna, Buemi, di Grassi, Durán, Turvey und Piquet. Direkt hinter Piquet lag Prost, der mehrfach versuchte, vorbeizugehen. Piquet schaffte es, die Angriffe abzuwehren. Leimer verbremste sich in Runde 19 und schlug in die Streckenbegrenzung ein, er schied aus. Zur Bergung des Fahrzeugs ging in Runde 20 das Safety Car auf die Strecke.
Am Ende von Runde 21 wurde das Rennen wieder freigegeben. Turvey und Piquet nutzen jeweils ihren FanBoost, blieben aber hinter Durán. Bird und D’Ambrosio gingen an seinem Duval vorbei, der sich anschließend gegen Senna verteidigen musste. Eine Runde später ließ Turvey seinen Teamkollegen Piquet vorbei, der wenige Kurven später an Durán vorbeiging und somit in der provisorischen Gesamtwertung einen Punkt vor Buemi lag.
Bird fuhr zu diesem Zeitpunkt die schnellste Runde des Rennens und holte auf Sarrazin auf. Buemi nutze seinen FanBoost, um Senna anzugreifen, dabei berührten sich die Fahrzeuge. Beide konnten das Rennen ohne Beschädigungen an den Wagen fortsetzen. Heidfeld gab das Rennen auf, da die Energie in seinem zweiten Fahrzeug verbraucht war.
Bird setzte Sarrazin unter Druck und griff ihn immer wieder an, so dass dieser sich verteidigen musste, und keine Energie sparen konnte. In der vorletzten Runde kam es zu einer kleinen Berührung zwischen Bird und Sarrazin, beide Fahrer setzten das Rennen aber in unveränderter Reihenfolge fort. Buemi versuchte erneut, an Senna vorbeizugehen, der seinerseits von Duval aufgehalten wurde, und fuhr dabei mehrfach auf den Mahindra-Boliden auf. Senna beschwerte sich nach dem Rennen massiv über Buemis Fahrweise.
Sarrazin gewann das Rennen, er erhielt jedoch nachträglich eine Durchfahrtstrafe, die in eine 49-Sekunden-Zeitstrafe umgewandelt wurde, da er zu viel Energie verbraucht hatte. Somit ging der Sieg an Bird vor D’Ambrosio und Duval. Es war der zweite Sieg für Bird. D’Ambrosio erzielte seine dritte und Duval seine zweite Podiumsplatzierung. Die Top 10 komplettierten Senna, Buemi, di Grassi, Piquet, Salvador Durán, Turvey und Prost. Die zwei Punkte für die schnellste Rennrunde gingen an Bird.
Piquet reichte der siebte Platz zum ersten Meistertitel in der FIA-Formel-E-Meisterschaft, einen Punkt vor Buemi. In der Teamwertung übernahm Dragon Racing mit den beiden Podestplätzen noch den zweiten Rang.

## Meldeliste
Alle Teams und Fahrer verwenden das Fahrzeug Spark-Renault SRT_01E und Reifen von Michelin.
| Team                              | Nr. | Fahrer              |
| --------------------------------- | --- | ------------------- |
| Virgin Racing Formula E Team      | 2   | Sam Bird            |
| Virgin Racing Formula E Team      | 3   | Fabio Leimer        |
| Mahindra Racing Formula E Team    | 5   | Karun Chandhok      |
| Mahindra Racing Formula E Team    | 21  | Bruno Senna         |
| Dragon Racing Formula E Team      | 6   | Loïc Duval          |
| Dragon Racing Formula E Team      | 7   | Jérôme D’Ambrosio   |
| Team e.dams Renault               | 8   | Nicolas Prost       |
| Team e.dams Renault               | 9   | Sébastien Buemi     |
| Trulli Formula E Team             | 10  | Jarno Trulli        |
| Trulli Formula E Team             | 18  | Alex Fontana        |
| Audi Sport ABT Formula E Team     | 11  | Lucas di Grassi     |
| Audi Sport ABT Formula E Team     | 66  | Daniel Abt          |
| Venturi Formula E Team            | 23  | Nick Heidfeld       |
| Venturi Formula E Team            | 30  | Stéphane Sarrazin   |
| Andretti Autosport Formula E Team | 27  | Jean-Éric Vergne    |
| Andretti Autosport Formula E Team | 28  | Simona de Silvestro |
| Amlin Aguri                       | 55  | Sakon Yamamoto      |
| Amlin Aguri                       | 77  | Salvador Durán      |
| NEXTEV TCR Formula E Team         | 88  | Oliver Turvey       |
| NEXTEV TCR Formula E Team         | 99  | Nelson Piquet jr.   |

Quelle: 

## Klassifikationen

### Renntag eins

#### Qualifying
| 01                                                                     | Sébastien Buemi     | Team e.dams Renault               | 1:24,648 | 01 |
| 02                                                                     | Jérôme D’Ambrosio   | Dragon Racing Formula E Team      | 1:25,104 | 02 |
| 03                                                                     | Lucas di Grassi     | Audi Sport ABT Formula E Team     | 1:25,105 | 03 |
| 04                                                                     | Nelson Piquet jr.   | NEXTEV TCR Formula E Team         | 1:25,144 | 04 |
| 05                                                                     | Jean-Éric Vergne    | Andretti Autosport Formula E Team | 1:25,182 | 05 |
| 06                                                                     | Nicolas Prost       | Team e.dams Renault               | 1:25,258 | 06 |
| 07                                                                     | Oliver Turvey       | NEXTEV TCR Formula E Team         | 1:25,824 | 07 |
| 08                                                                     | Bruno Senna         | Mahindra Racing Formula E Team    | 1:25,879 | 08 |
| 09                                                                     | Sam Bird            | Virgin Racing Formula E Team      | 1:25,894 | 09 |
| 10                                                                     | Salvador Durán      | Amlin Aguri                       | 1:25,964 | 10 |
| 11                                                                     | Loïc Duval          | Dragon Racing Formula E Team      | 1:25,988 | 11 |
| 12                                                                     | Nick Heidfeld       | Venturi Formula E Team            | 1:26,128 | 12 |
| 13                                                                     | Daniel Abt          | Audi Sport ABT Formula E Team     | 1:26,302 | 13 |
| 14                                                                     | Stéphane Sarrazin   | Venturi Formula E Team            | 1:26,318 | 14 |
| 15                                                                     | Jarno Trulli        | Trulli Formula E Team             | 1:26,852 | 20 |
| 16                                                                     | Karun Chandhok      | Mahindra Racing Formula E Team    | 1:27,160 | 15 |
| 17                                                                     | Simona de Silvestro | Andretti Autosport Formula E Team | 1:27,208 | 16 |
| 18                                                                     | Sakon Yamamoto      | Amlin Aguri                       | 1:27,456 | 17 |
| 19                                                                     | Alex Fontana        | Trulli Formula E Team             | 1:28,083 | 18 |
| 20                                                                     | Fabio Leimer        | Virgin Racing Formula E Team      | 1:28,152 | 19 |
| 110-Prozent-Zeit: 1:33,113 min (bezogen auf Bestzeit von 1:24,648 min) |                     |                                   |          |    |

Quellen: 
Anmerkungen
1. ↑  Trulli erhielt eine Startplatzstrafe in Höhe von fünf Plätzen, da er beim Moskau ePrix dreimal die Strecke verlassen und sich dabei einen Vorteil verschafft hatte.

#### Rennen
| Pos. | Fahrer              | Team                              | Runden | Zeit       | Start | Schnellste Runde |
| ---- | ------------------- | --------------------------------- | ------ | ---------- | ----- | ---------------- |
| 01   | Sébastien Buemi     | Team e.dams Renault               | 29     | 47:54,784  | 01    | 1:28,804 (12.)   |
| 02   | Jérôme D’Ambrosio   | Dragon Racing Formula E Team      | 29     | + 0,939    | 02    | 1:29,339 (25.)   |
| 03   | Jean-Éric Vergne    | Andretti Autosport Formula E Team | 29     | + 1,667    | 05    | 1:29,218 (26.)   |
| 04   | Lucas di Grassi     | Audi Sport ABT Formula E Team     | 29     | + 2,409    | 03    | 1:28,229 (25.)   |
| 05   | Nelson Piquet jr.   | NEXTEV TCR Formula E Team         | 29     | + 7,370    | 04    | 1:29,379 (23.)   |
| 06   | Sam Bird            | Virgin Racing Formula E Team      | 29     | + 7,762    | 09    | 1:29,364 (27.)   |
| 07   | Nicolas Prost       | Team e.dams Renault               | 35     | + 8,553    | 06    | 1:29,342 (23.)   |
| 08   | Loïc Duval          | Dragon Racing Formula E Team      | 29     | + 9,507    | 11    | 1:29,379 (28.)   |
| 09   | Oliver Turvey       | NEXTEV TCR Formula E Team         | 29     | + 10,032   | 07    | 1:29,501 (25.)   |
| 10   | Stéphane Sarrazin   | Venturi Formula E Team            | 29     | + 12,077   | 14    | 1:29,409 (25.)   |
| 11   | Simona de Silvestro | Andretti Autosport Formula E Team | 29     | + 15,946   | 16    | 1:29,709 (27.)   |
| 12   | Karun Chandhok      | Mahindra Racing Formula E Team    | 29     | + 35,595   | 15    | 1:29,791 (28.)   |
| 13   | Nick Heidfeld       | Venturi Formula E Team            | 29     | + 41,054   | 12    | 1:29,611 (16.)   |
| 14   | Fabio Leimer        | Virgin Racing Formula E Team      | 29     | + 42,697   | 19    | 1:30,103 (12.)   |
| 15   | Jarno Trulli        | Trulli Formula E Team             | 29     | + 43,273   | 20    | 1:30,250 (25.)   |
| 16   | Bruno Senna         | Mahindra Racing Formula E Team    | 29     | + 48,423   | 08    | 1:28,512 (29.)   |
| 17   | Salvador Durán      | Amlin Aguri                       | 29     | + 1:01,987 | 10    | 1:29,554 (25.)   |
| –    | Alex Fontana        | Trulli Formula E Team             | 25     | DNF        | 19    | 1:30,643 (22.)   |
| –    | Daniel Abt          | Audi Sport ABT Formula E Team     | 15     | DNF        | 13    | 1:30,065 (09.)   |
| –    | Sakon Yamamoto      | Amlin Aguri                       | 15     | DNF        | 17    | 1:31,222 (08.)   |

Quelle: 
Anmerkungen
1. ↑  Durán erhielt nachträglich eine Durchfahrtstrafe, die in eine 49-Sekunden-Strafe umgewandelt wurde.

### Renntag zwei

#### Qualifying
| 01                                                                     | Stéphane Sarrazin   | Venturi Formula E Team            | 1:23,901   | 01 |
| 02                                                                     | Jérôme D’Ambrosio   | Dragon Racing Formula E Team      | 1:23,965   | 02 |
| 03                                                                     | Loïc Duval          | Dragon Racing Formula E Team      | 1:24,107   | 03 |
| 04                                                                     | Sam Bird            | Virgin Racing Formula E Team      | 1:24,241   | 04 |
| 05                                                                     | Bruno Senna         | Mahindra Racing Formula E Team    | 1:24,318   | 05 |
| 06                                                                     | Sébastien Buemi     | Team e.dams Renault               | 1:24,385   | 06 |
| 07                                                                     | Nick Heidfeld       | Venturi Formula E Team            | 1:25,494   | 07 |
| 08                                                                     | Salvador Durán      | Amlin Aguri                       | 1:25,649   | 08 |
| 09                                                                     | Alex Fontana        | Trulli Formula E Team             | 1:25,689   | 09 |
| 10                                                                     | Jarno Trulli        | Trulli Formula E Team             | 1:27,093   | 10 |
| 110-Prozent-Zeit: 1:32,291 min (bezogen auf Bestzeit von 1:23,901 min) |                     |                                   |            |    |
| 11                                                                     | Lucas di Grassi     | Audi Sport ABT Formula E Team     | 1:32,570   | 11 |
| 12                                                                     | Oliver Turvey       | NEXTEV TCR Formula E Team         | 1:33,626   | 12 |
| 13                                                                     | Simona de Silvestro | Andretti Autosport Formula E Team | 1:34,167   | 13 |
| 14                                                                     | Jean-Éric Vergne    | Andretti Autosport Formula E Team | 1:35,032   | 14 |
| 15                                                                     | Nicolas Prost       | Team e.dams Renault               | 1:35,111   | 15 |
| 16                                                                     | Nelson Piquet jr.   | NEXTEV TCR Formula E Team         | 1:35,284   | 16 |
| 17                                                                     | Fabio Leimer        | Virgin Racing Formula E Team      | 1:35,543   | 17 |
| 18                                                                     | Daniel Abt          | Audi Sport ABT Formula E Team     | 1:38,473   | 18 |
| 19                                                                     | Karun Chandhok      | Mahindra Racing Formula E Team    | 1:41,232   | 19 |
| 20                                                                     | Sakon Yamamoto      | Amlin Aguri                       | keine Zeit | 20 |

Quellen: 
Anmerkungen
1. 1 2 3 4 5 6 7 8 9 10  Alle Fahrer wurden zum Rennen zugelassen, da das Qualifying unter wechselnden Witterungsbedingungen stattfand.

#### Rennen
| Pos. | Fahrer              | Team                              | Runden | Zeit      | Start | Schnellste Runde |
| ---- | ------------------- | --------------------------------- | ------ | --------- | ----- | ---------------- |
| 01   | Sam Bird            | Virgin Racing Formula E Team      | 29     | 45:48,792 | 04    | 1:26,790 (24.)   |
| 02   | Jérôme D’Ambrosio   | Dragon Racing Formula E Team      | 29     | + 6,973   | 02    | 1:28,155 (18.)   |
| 03   | Loïc Duval          | Dragon Racing Formula E Team      | 29     | + 9,430   | 03    | 1:28,052 (11.)   |
| 04   | Bruno Senna         | Mahindra Racing Formula E Team    | 29     | + 10,147  | 05    | 1:27,912 (26.)   |
| 05   | Sébastien Buemi     | Team e.dams Renault               | 29     | + 10,689  | 06    | 1:27,839 (12.)   |
| 06   | Lucas di Grassi     | Audi Sport ABT Formula E Team     | 29     | + 11,204  | 11    | 1:28,316 (25.)   |
| 07   | Nelson Piquet jr.   | NEXTEV TCR Formula E Team         | 29     | + 11,561  | 16    | 1:26,847 (27.)   |
| 08   | Salvador Durán      | Amlin Aguri                       | 29     | + 12,402  | 08    | 1:28,362 (25.)   |
| 09   | Oliver Turvey       | NEXTEV TCR Formula E Team         | 29     | + 14,142  | 12    | 1:27,463 (17.)   |
| 10   | Nicolas Prost       | Team e.dams Renault               | 29     | + 14,535  | 15    | 1:28,287 (22.)   |
| 11   | Daniel Abt          | Audi Sport ABT Formula E Team     | 29     | + 23,170  | 18    | 1:28,310 (23.)   |
| 12   | Simona de Silvestro | Andretti Autosport Formula E Team | 29     | + 24,610  | 13    | 1:28,520 (27.)   |
| 13   | Karun Chandhok      | Mahindra Racing Formula E Team    | 29     | + 31,501  | 19    | 1:29,234 (22.)   |
| 14   | Alex Fontana        | Trulli Formula E Team             | 29     | + 38,423  | 09    | 1:30,112 (22.)   |
| 15   | Stéphane Sarrazin   | Venturi Formula E Team            | 29     | + 48,680  | 01    | 1:27,752 (27.)   |
| 16   | Jean-Éric Vergne    | Andretti Autosport Formula E Team | 29     | DNF       | 14    | 1:27,139 (28.)   |
| –    | Nick Heidfeld       | Venturi Formula E Team            | 23     | DNF       | 07    | 1:27,609 (23.)   |
| –    | Fabio Leimer        | Virgin Racing Formula E Team      | 17     | DNF       | 17    | 1:29,862 (17.)   |
| –    | Jarno Trulli        | Trulli Formula E Team             | 10     | DNF       | 10    | 1:30,377 (04.)   |
| –    | Sakon Yamamoto      | Amlin Aguri                       | 6      | DNF       | 20    | 1:30,843 (04.)   |

Quelle: 
Anmerkungen
1. ↑  Sarrazin erhielt nachträglich eine Durchfahrtstrafe, die in eine 49-Sekunden-Strafe umgewandelt wurde, da er zu viel Energie verbraucht hatte.

## Meisterschaftsstände nach dem Rennen
Die ersten zehn des Rennens bekamen 25, 18, 15, 12, 10, 8, 6, 4, 2 bzw. 1 Punkt(e). Zusätzlich gab es drei Punkte für die Pole-Position und zwei Punkte für die schnellste Rennrunde.

### Fahrerwertung
| Pos. | Fahrer                 | Team                                                        | Punkte |
| ---- | ---------------------- | ----------------------------------------------------------- | ------ |
| 01   | Nelson Piquet jr.      | NEXTEV TCR Formula E Team                                   | 144    |
| 02   | Sébastien Buemi        | Team e.dams Renault                                         | 143    |
| 03   | Lucas di Grassi        | Audi Sport ABT Formula E Team                               | 133    |
| 04   | Jérôme D’Ambrosio      | Dragon Racing Formula E Team                                | 113    |
| 05   | Sam Bird               | Virgin Racing Formula E Team                                | 103    |
| 06   | Nicolas Prost          | Team e.dams Renault                                         | 88     |
| 07   | Jean-Éric Vergne       | Andretti Autosport Formula E Team                           | 70     |
| 08   | António Félix da Costa | Amlin Aguri                                                 | 51     |
| 09   | Loïc Duval             | Dragon Racing Formula E Team                                | 42     |
| 10   | Bruno Senna            | Mahindra Racing Formula E Team                              | 40     |
| 11   | Daniel Abt             | Audi Sport ABT Formula E Team                               | 32     |
| 12   | Nick Heidfeld          | Venturi Formula E Team                                      | 31     |
| 13   | Jaime Alguersuari      | Virgin Racing Formula E Team                                | 30     |
| 14   | Stéphane Sarrazin      | Venturi Formula E Team                                      | 22     |
| 15   | Franck Montagny        | Andretti Autosport Formula E Team                           | 18     |
| 16   | Scott Speed            | Andretti Autosport Formula E Team                           | 18     |
| 17   | Karun Chandhok         | Mahindra Racing Formula E Team                              | 18     |
| 18   | Charles Pic            | Andretti Autosport Formula E Team NEXTEV TCR Formula E Team | 16     |

| Pos. | Fahrer              | Team                              | Punkte |
| ---- | ------------------- | --------------------------------- | ------ |
| 19   | Oriol Servià        | Dragon Racing Formula E Team      | 16     |
| 20   | Jarno Trulli        | Trulli Formula E Team             | 15     |
| 21   | Salvador Durán      | Amlin Aguri                       | 13     |
| 22   | Oliver Turvey       | NEXTEV TCR Formula E Team         | 4      |
| 23   | Vitantonio Liuzzi   | Trulli Formula E Team             | 2      |
| 24   | Takuma Satō         | Amlin Aguri                       | 2      |
| 25   | Justin Wilson       | Andretti Autosport Formula E Team | 1      |
| 26   | Ho-Pin Tung         | NEXTEV TCR Formula E Team         | 0      |
| 27   | Antonio García      | NEXTEV TCR Formula E Team         | 0      |
| 28   | Simona de Silvestro | Andretti Autosport Formula E Team | 0      |
| 29   | Michela Cerruti     | Trulli Formula E Team             | 0      |
| 30   | Marco Andretti      | Andretti Autosport Formula E Team | 0      |
| 31   | Matthew Brabham     | Andretti Autosport Formula E Team | 0      |
| 32   | Alex Fontana        | Trulli Formula E Team             | 0      |
| 33   | Katherine Legge     | Amlin Aguri                       | 0      |
| 34   | Fabio Leimer        | Virgin Racing Formula E Team      | 0      |
| 35   | Sakon Yamamoto      | Amlin Aguri                       | 0      |

### Teamwertung
| Pos. | Team                          | Punkte |
| ---- | ----------------------------- | ------ |
| 01   | Team e.dams Renault           | 232    |
| 02   | Dragon Racing Formula E Team  | 171    |
| 03   | Audi Sport ABT Formula E Team | 165    |
| 04   | NEXTEV TCR Formula E Team     | 152    |
| 05   | Virgin Racing Formula E Team  | 133    |

| Pos. | Team                              | Punkte |
| ---- | --------------------------------- | ------ |
| 06   | Andretti Autosport Formula E Team | 119    |
| 07   | Amlin Aguri                       | 66     |
| 08   | Mahindra Racing Formula E Team    | 58     |
| 09   | Venturi Formula E Team            | 53     |
| 10   | Trulli Formula E Team             | 17     |